# 北勢麺粉
北勢麺粉株式会社（ほくせいめんぷん）は、三重県桑名市に本社・工場を置く日本の食品加工品会社である。愛知県豊明市にも「名古屋工場」を持つ。
| スタブアイコン | サブスタブ | この項目は、まだ閲覧者の調べものの参照としては役立たない、企業に関連した書きかけの項目です。この項目を加筆・訂正などしてくださる協力者を求めています（PJ:経済）。 |